# Wit-Rusland op het Junior Eurovisiesongfestival 2012
Wit-Rusland nam deel aan het Junior Eurovisiesongfestival 2012 in Amsterdam, Nederland. Het was de 10de deelname van het land op het Junior Eurovisiesongfestival. De selectie verliep via een nationale finale. BTRC was verantwoordelijk voor de Wit-Russische bijdrage voor de editie van 2012.

## Selectieprocedure
Reeds enkele weken na afloop van het Junior Eurovisiesongfestival 2011 gaf de Wit-Russische nationale omroep te kennen te zullen deelnemen aan de tiende editie van het Junior Eurovisiesongfestival. Geïnteresseerden mochten van 11 tot 25 april hun kandidatuur sturen naar de Wit-Russische openbare omroep. 54 kinderen gingen hierop in. Op 13 juni werden ze verwacht in het hoofdkantoor van BTRC in Minsk, waar een preselectie werd georganiseerd. Van de 54 mochten er 10 door naar de eigenlijke nationale voorronde, die gehouden zou worden op 28 september 2012.
Uiteindelijk wist Egor Zjesjko de Wit-Russische finale te winnen met het nummer A more-more. Zjesjko nam in 2011 ook al deel aan de Wit-Russische preselectie, maar toen strandde hij met Solnetsjniy ostrov in de voorronde.

## Song for Eurovision 2012
| Plaats | Artiest               | Lied                  | Punten |
| ------ | --------------------- | --------------------- | ------ |
| 1      | Egor Zjesjko          | A more-more           | 24     |
| 2      | Smile                 | Etot mir              | 18     |
| 2      | Joelia Atrostsjenko   | Gljane sontsa         | 18     |
| 4      | Deti Solntsa          | Loena-park            | 12     |
| 4      | Valerija Sjepelevitsj | Poest' boedet tak!    | 12     |
| 6      | Antoni Konopljanik    | Kloeb kroetych parnej | 10     |
| 7      | Irina Kroeglik        | Privet!               | 9      |
| 8      | Zaranak               | Vot tak!              | 5      |
| 9      | Daria Atrosjenko      | Ne pakidaj            | 4      |
| 9      | Tatjana Protsjorenko  | Moja doesja           | 4      |

## In Amsterdam
Op maandag 15 oktober werd er geloot voor de startvolgorde van het Junior Eurovisiesongfestival 2012. Wit-Rusland was als eerste van twaalf landen aan de beurt, gevolgd door Zweden. Aan het einde van de puntentelling stond Wit-Rusland op de negende plaats, met 56 punten.